# San Justo (Santa Fe)
San Justo – miasto w Argentynie, położone w południowej części prowincji Santa Fe.

## Opis
Miejscowość została założona w 1868 roku. W mieście znajduje się węzeł drogowy-RN11, RP2 i RP61 i linia kolejowa. 

## Demografia
.